# Оштрокљуни курасо
Оштрокљуни курасо (лат. Mitu tuberosum) је врста птице из рода Mitu, породице Cracidae.

## Распрострањеност
Распрострањена је у великом делу Амазоније, иако је доста ограничена у јужним подручјима Амазон. Пре је била сматрана подврстом изумрле врсте у природи Алагоашки хоко, али данас се сматра засебном врстом.

## Опис
Укупно је дуга око 83 сантиметра. Перје јој је црне боје с плавкастим сјајем. За разлику од осталих чланова рода Mitu, има дубоко кестењасто подручје између ногу и репа, те бели врх репа. Кљун јој је црвене боје, те је збијен и заобљен, док су ноге наранџасте боје.